# Лойггельбах
Лойггельбах (нем. Leuggelbach) — населённый пункт в Швейцарии, в кантоне Гларус.
Население составляет 171 человек (на 31 декабря 2005 года). 
До 2005 года являлся отдельной коммуной, с 1 января 2006 года вошёл в состав коммуны Хаслен, c 1 января 2011 года — в Гларус-Зюд.

## Географическое положение
Лойггельбах расположен преимущественно вдоль левой стороны проходящей через Гларнскую долину дороги, между Нидфурном и Луксингеном. Лойггельбахский ручей водопадом стекает в долину, образуя единственную в долине болотистую местность. 39,4 % территории Лойгельбаха занимают сельскохозяйственные угодья, 50,9 % — лес, 4,6 % не используются.

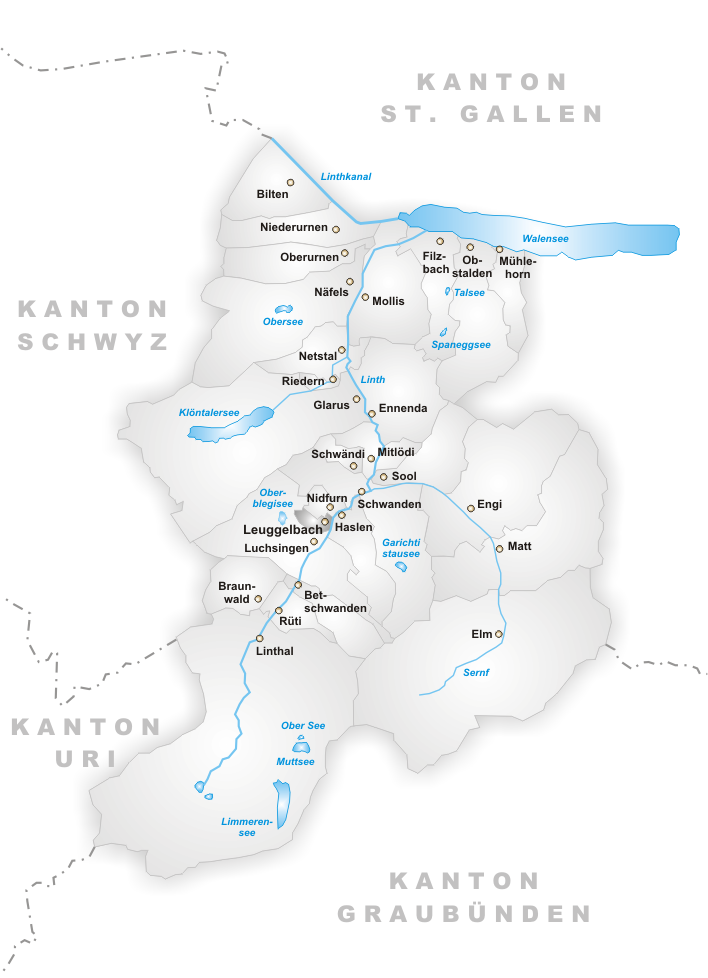
Лойггельбах